# Monestir d'Urmella
Sants Just i Pastor d'Orema és un monestir benedictí d'estil romànic del segle xi, situat al municipi de Bissaürri, dins de la Franja de Ponent a la comarca de la Ribagorça a l'indret conegut com a Urmella.
Fou dependència de l'abadia de Sant Victorià d'Assan des del 1044.
La seva planta és basilical de tres naus i absis cilíndrics dels quals només en resta un sense modificar (sud). El central va ser obert per fer la nova portalada el 1612, sobre la qual es va estructurar un campanar en torre quadrada de tres pisos. La portalada és renaixentista tardana (1612).
El seu estat és ruïnós.